# Günter Eich
Günter Eich (Lebus (Brandeburgo), 1 de febrero de 1907 - Salzburgo, 20 de diciembre de 1972) fue un poeta, dramaturgo y compositor de obras para radio que fue miembro del Grupo 47. Estudió en Leipzig, Berlín y París. 
Fue hecho prisionero de guerra en la Segunda Guerra Mundial. Cuando fue liberado, fundó en 1947 junto a otros autores el Grupo 47. Por su libro de poemas Abgelegene Gehöfte ganó el Premio Literario del Grupo 47, destinado a jóvenes escritores.
Publicó prosa, poesía y obras para radio a lo largo de su vida. En 1953 se casó con la escritora austriaca Ilse Aichinger. Murió en Salzburgo en 1972.
Un compendio de su obra fue publicado en cuatro volúmenes en 1991.
James Dickey comienza su poema “The firebombing”, que trata de un bombardeo nocturno sobre la ciudad japonesa de Beppu, con el siguiente fragmento de Eich:

Denke daran, dass nach den großen Zerstörungen

Jedermann beweisen wird, dass er unschuldig war.
Piensa que después de tal destrucción,

cada hombre demostrará que era inocente.